# Гикор (фильм, 1934)
«Гикор» (арм. Գիքոր) — советский чёрно-белый немой художественный фильм 1934 года, первая экранизация одноимённого рассказа Ованеса Туманяна, написанного в 1895 году. Последний армянский немой фильм. Премьера состоялась 19 декабря 1934 года.

## Сюжет
Действие фильма происходит в XIX веке. Крестьянского мальчика Гикора за несвоевременную оплату обучения исключают из школы. Его отец Амбо везёт сына в Тифлис и отдаёт в услужение к богатому купцу. Однако семья купца бьёт и обижает Гикора. Зимой мальчик тяжело заболевает. К нему приезжает отец, однако Гикор в бреду не узнаёт его. После похорон сына Амбо возвращается в деревню.

### Отличия от первоисточника
- Фильм начинается с исключения Гикора из школы. В рассказе, начинающемся словами «В избе крестьянина Амбо переполох», такой сцены нет. Этот элемент сюжета взят из других рассказов Туманяна[1].
- Добавлено несколько эпизодов, связанных со вступлением Гикора в городскую жизнь: трёхэтажный дом, духанщик, городовой, продавец игрушек, лавка купца[1].

## В ролях
| Актёр                                      | Роль            |
| ------------------------------------------ | --------------- |
| Рачия Нерсесян                             | Амбо            |
| Авет Аветисян                              | купец Артём     |
| Асмик                                      | мать            |
| Мария Джерпетян                            | Нато            |
| Татьяна Махмурян (в титрах — Т. Махмурова) | Нани            |
| Акоп Погосян                               | Гикор           |
| Дора Агбалян                               | Зани            |
| Татул Дилакян                              | Васо            |
| Арам Амирбекян                             | Баго            |
| Гурген Габриелян                           | продавец цветов |
| Аркадий Арутюнян                           | духанщик        |
| Левон Алавердян                            | гость           |
| Мария Бероян                               | гостья          |
| А. Гукасян                                 | гость           |
| К. Гегамян                                 | крестьянин      |
| Вардан Мирзоян                             | крестьянин      |

## Критика
Фильм высоко оценён критиками. Одним из наиболее значительных примеров сдержанного и поэтического актёрского исполнения в кино был признан эпизод, где Амбо даёт последние наставления Гикору в доме у купца Артёма.